# Frank Cadogan Cowper
Frank Cadogan Cowper (16 de octubre de 1877-17 de noviembre de 1958) fue un pintor e ilustrador inglés de retratos y escenas históricas y literarias, también descrito como "El último prerrafaelita".

## Vida y obra
Frank Cadogan Cowper nació en Wicken, Northamptonshire, hijo de un autor y pionero de los cruceros costeros en yates, Frank Cowper, y nieto de Edward Cadogan, el rector de Wicken.
Cadogan Cowper se educó en Cranleigh antes de estudiar arte, primero en la Escuela de Arte St John's Wood en 1896 y luego en las Escuelas de la Real Academia de Arte de 1897 a 1902. Expuso por primera vez en la Real Academia de Arte en 1899 y logró elogios de la crítica dos años más tarde con su An Aristocrat Answering the Summons to Execution, Paris 1791 (1901). En 1902, Cadogan Cowper pasó seis meses como aprendiz ayudando a Edwin Austin Abbey a completar un lienzo monumental The Coronation of King Edward VII (actualmente en la Colección Real) antes de viajar a Italia para continuar sus estudios.
Cadogan Cowper trabajó con óleos, témperas y acuarelas, y simultáneamente trabajó como ilustrador de libros, proporcionando ilustraciones para The Imperial Shakespeare de Sidney Lee. Contribuyó a un mural en las Casas del Parlamento en 1910-12 junto con John Byam Liston Shaw, Ernest Board y Henry Arthur Payne.
A medida que las tendencias artísticas cambiaron, Cadogan Cowper exhibió cada vez más sus retratos y continuó produciendo obras de arte históricas y literarias.
Cadogan Cowper se retiró de Londres y se mudó a Gloucestershire. Una de sus pinturas, The Ugly Duckling, fue votada como "su pintura favorita" por los visitantes de la Galería de Arte y Museo de Cheltenham en 2005.
El precio récord de una pintura de Cadogan Cowper a la venta es £469.250 por Our Lady of the Fruits of the Earth (1917) en Christie's en Londres el 17 de diciembre de 2011.
La National Gallery de Londres organiza una exposición San Francisco de Asís que incluye la obra de Frank Cadogan Cowper hasta el 30 de julio de 2023.
En febrero de 2024, el Musei di San Domenico en Forlì, Italia, albergará la exposición Prerrafaelitas: un renacimiento moderno que presentará la obra de Cadogan Cowper Vanity.

## Galería

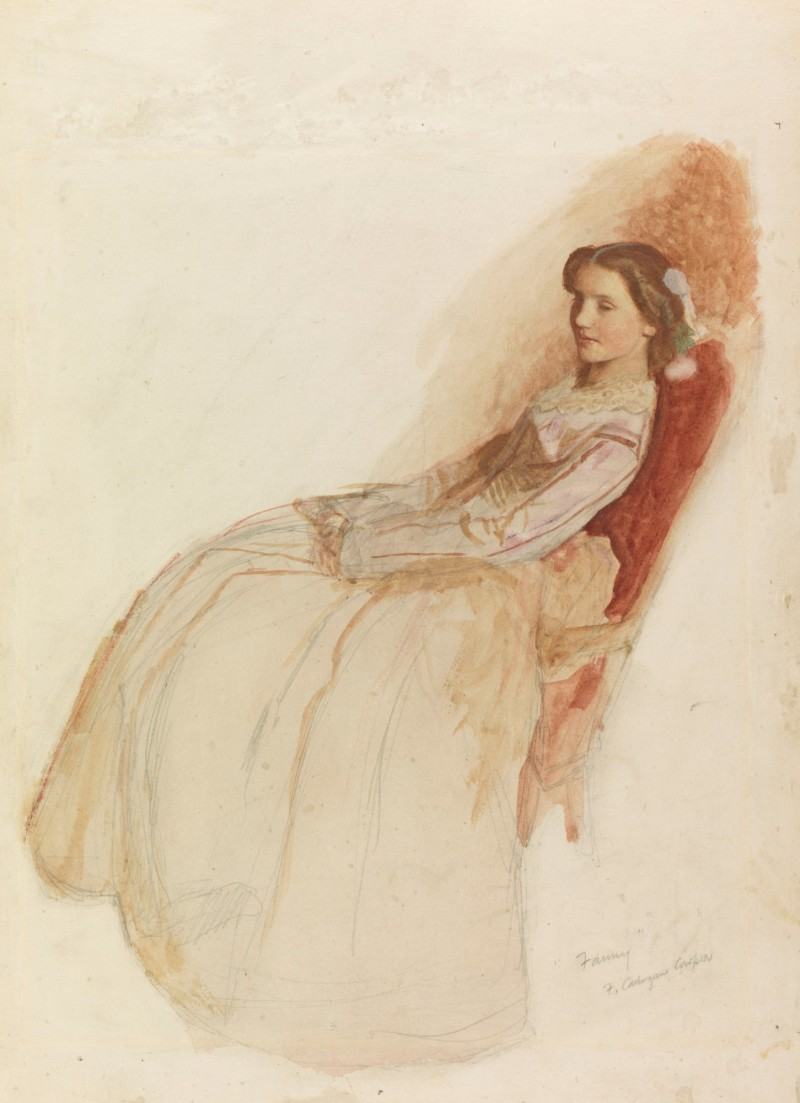
Fanny, Sketch of a girl in crinoline dress (1903)
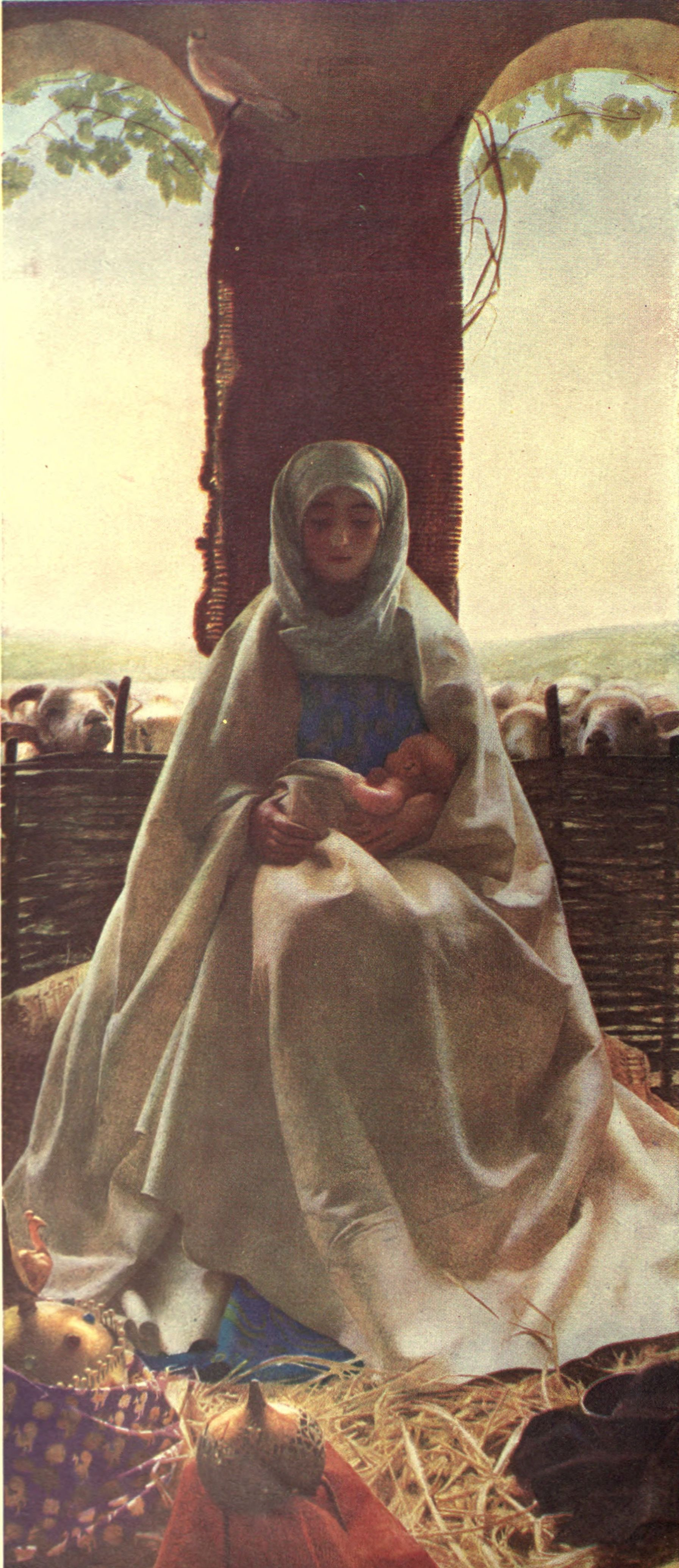
The Morning of the Nativity (1912)